# Aspdalssjön
Aspdalssjön este o arie protejată (arie specială de conservare — SAC, sit de importanță comunitară — SCI, arie de protecție specială avifaunistică — SPA) din Suedia întinsă pe o suprafață de 118,5 ha, integral pe uscat.

## Localizare
Centrul sitului Aspdalssjön este situat la coordonatele 60°00′39″N 18°27′46″E / 60.0108°N 18.4629°E.

## Înființare
Situl Aspdalssjön a fost declarat sit de importanță comunitară în ianuarie 1997 pentru a proteja 1 specie de plante și 6 specii de animale. Alte tipuri de protecție:
- arie de protecție specială avifaunistică (în mai 2006)[2]
- arie specială de conservare (în martie 2011)[1][3][4]

## Biodiversitate
Situată în ecoregiunea boreală, aria protejată conține 4 habitate naturale: Taiga vestică, Păduri caducifoliate de mlaștină fino-scandinave, Păduri caducifoliate bătrâne naturale hemiboreale fino-scandinave (Quercus, Tilia, Acer, Fraxinus sau Ulmus) bogate în specii epifite, Păduri fino-scandinave bogate în ierburi cu Picea abies.
La baza desemnării sitului se află mai multe specii protejate:
- plante (1): Buxbaumia viridis
- păsări (4): cocoșul de mesteacăn (Bonasa bonasia), ciocănitoare neagră (Dryocopus martius), viespar (Pernis apivorus), huhurezul mic (Strix uralensis)
- mamifere (1): vidră de râu (Lutra lutra)
- nevertebrate (1): Hypodryas maturna